# マース形式
数学において、マース形式 (Maass form)、もしくは、マース波動形式 (Maass wave form) とは、上半平面上の関数であって、モジュラー形式のように変換するが、正則とは限らないものをいう。マース形式は、最初に Maass (1949) においてハンス・マース (Hans Maass) により研究された。

## 定義
k を半整数、s を複素数、ΓをSL2(R)の離散部分群とする。Γのウェイト k, ラプラス固有値 s のマース形式 (Maass form) とは、上半平面から複素平面への滑らかな関数であって以下の条件を満たすものである：
- すべての {\displaystyle \gamma =\left({\begin{smallmatrix}a&b\\c&d\end{smallmatrix}}\right)\in \Gamma } とすべての {\displaystyle \tau \in \mathbb {H} } に対し、{\displaystyle f\left({\frac {a\tau +b}{c\tau +d}}\right)=(c\tau +d)^{k}f(\tau )} が成り立つ。
- {\displaystyle \Delta _{k}f=sf} が成り立つ、ただし {\displaystyle \Delta _{k}} は {\displaystyle \Delta _{k}=-y^{2}\left({\frac {\partial ^{2}}{\partial x^{2}}}+{\frac {\partial ^{2}}{\partial y^{2}}}\right)+iky\left({\frac {\partial }{\partial x}}+i{\frac {\partial }{\partial y}}\right)}

で定義されたウェイト k の双曲的ラプラシアンである。
- 関数 f はカスプにおいて高々多項式のオーダーである。

弱マース波動形式 (weak Maass wave form) は同様に定義されるが、第三の条件が次で置き換えられる：「関数 f はカスプにおいて高々 linear exponential growth である」。さらに、f が調和 (harmonic) であるとは、ラプラス作用素によって 0 になることをいう。

## 主要な結果
{\displaystyle f} をウェイト 0 のマースカスプ形式とする。素数 p におけるその正規化されたフーリエ係数は {\displaystyle p^{7/64}} によりおさえられる (Kim and Sarnak)。